# Degallieridium lilliputanum
Degallieridium lilliputanum là một loài bọ cánh cứng trong họ Bọ hung (Scarabaeidae).